# Flaviano (nome)
Flaviano  è un nome proprio di persona italiano maschile.

## Varianti
- Femminili: Flaviana

### Varianti in altre lingue
- Basco: Palben[2]
- Catalano: Flavià[2]
- Francese: Flavien
- Greco moderno: Φλαβιανός (Flavianos)
- Inglese: Flavian[3]
- Latino: Flavianus[1][3]
  - Femminili: Flaviana
- Polacco: Flawian
- Portoghese: Flaviano
- Russo: Флавиан (Flavian)
- Serbo: Флавијан (Flavijan)
- Spagnolo: Flaviano[2]

## Origine e diffusione
Deriva dal gentilizio latino Flavianus, patronimico di Flavius, e significa quindi "appartenente a Flavio", "figlio di Flavio".

## Onomastico

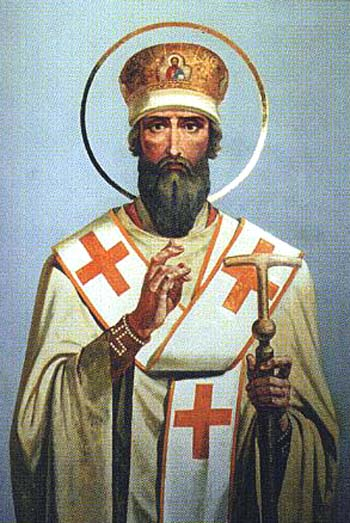
San Flaviano di Costantinopoli

L'onomastico si può festeggiare in memoria di più santi, alle date seguenti:
- 14 febbraio, san Flaviano, diacono e martire con i santi Modestino e Fiorentino a Mercogliano[5]
- 17 febbraio, san Flaviano, patriarca di Costantinopoli, martire in Lidia[5]
- 23 agosto, san Flaviano (o Flavio), vescovo di Autun[2][5]
- 15 novembre, san Flaviano, vescovo di Vercelli[5]
- 5 ottobre, santa Flaviana, religiosa e martire ad Auxerre[4][6]
- 19 ottobre, san Flaviano, monaco e martire con altri compagni a Oulx[5]
- 24 novembre, san Flaviano, vescovo di Helvia Recina[5]
- 22 dicembre, san Flaviano di Montefiascone, marito di santa Dafrosa, martire sotto Flavio Claudio Giuliano[5]

## Persone
- Flaviano di Costantinopoli, patriarca di Costantinopoli e santo
- Flaviano di Ricina, vescovo e santo romano
- Flaviano Labò, tenore italiano
- Flaviano Magrassi, medico e virologo italiano
- Flaviano Michele Melki, vescovo cattolico turco
- Flaviano Vicentini, ciclista su strada italiano
- Flaviano Zandoli, calciatore e allenatore di calcio italiano

### Variante Flavien
- Flavien Conne, hockeista su ghiaccio svizzero
- Flavien Belson, calciatore francese
- Flavien Ranaivo, poeta e scrittore malgascio

### Variante femminile Flaviana
- Flaviana Matata, modella tanzaniana